# 1.ª etapa da Volta a Espanha de 2021
A 1.ª etapa da Volta a Espanha de 2021 teve lugar a 14 de agosto de 2021 e consistiu numa contrarrelógio individual com início e final na cidade de Burgos sobre um percurso de 7,1 km que foi vencida pelo esloveno Primož Roglič da equipa Jumbo-Visma, sendo a sua vez o primeiro líder da prova.

## Classificação da etapa
| Burgos - Burgos | contrarrelógio individual | (7,1 km) |

| \| Classificação por etapas \| Classificação por etapas \| Classificação por etapas \| Classificação por etapas \| Classificação por etapas \| \| Ciclista \| Ciclista \| Equipe \| Tempo \| \| \| ------------------------ \| ------------------------ \| ------------------------ \| ------------------------ \| ------------------------ \| \| 1. \| Primož Roglič \| Jumbo-Visma \| 8m32s \| \| \| 2. \| Alex Aranburu \| Astana-Premier Tech \| + 6s \| \| \| 3. \| Jan Tratnik \| Bahrain Victorious \| + 8s \| \| \| 4. \| Tom Scully \| EF Education-Nippo \| + 10s \| \| \| 5. \| Josef Černý \| Deceuninck-Quick Step \| + 10s \| \| \| 6. \| Dylan van Baarle \| Ineos Grenadiers \| + 11s \| \| \| 7. \| Andrea Bagioli \| Deceuninck-Quick Step \| + 12s \| \| \| 8. \| Lawson Craddock \| EF Education-Nippo \| + 13s \| \| \| 9. \| Michael Matthews \| BikeExchange \| + 14s \| \| \| 10. \| Aleksandr Vlasov \| Astana-Premier Tech \| + 14s \| \| |                  |                       |       |
| |                  |                       |       |
| Fonte: ProCyclingStats |                  |                       |       |
| Classificação por etapas |                  |                       |       |
| Ciclista | Ciclista         | Equipe                | Tempo |
| 1. | Primož Roglič    | Jumbo-Visma           | 8m32s |
| 2. | Alex Aranburu    | Astana-Premier Tech   | + 6s  |
| 3. | Jan Tratnik      | Bahrain Victorious    | + 8s  |
| 4. | Tom Scully       | EF Education-Nippo    | + 10s |
| 5. | Josef Černý      | Deceuninck-Quick Step | + 10s |
| 6. | Dylan van Baarle | Ineos Grenadiers      | + 11s |
| 7. | Andrea Bagioli   | Deceuninck-Quick Step | + 12s |
| 8. | Lawson Craddock  | EF Education-Nippo    | + 13s |
| 9. | Michael Matthews | BikeExchange          | + 14s |
| 10. | Aleksandr Vlasov | Astana-Premier Tech   | + 14s |

## Classificações ao final da etapa

### Classificação geral
| \| Classificação geral \| Classificação geral \| Classificação geral \| Classificação geral \| Classificação geral \| \| Ciclista \| Ciclista \| Equipe \| Tempo \| \| \| ------------------- \| ------------------- \| --------------------- \| ------------------- \| ------------------- \| \| 1. \| Primož Roglič \| Jumbo-Visma \| 8m32s \| \| \| 2. \| Alex Aranburu \| Astana-Premier Tech \| + 6s \| \| \| 3. \| Jan Tratnik \| Bahrain Victorious \| + 8s \| \| \| 4. \| Tom Scully \| EF Education-Nippo \| + 10s \| \| \| 5. \| Josef Černý \| Deceuninck-Quick Step \| + 10s \| \| \| 6. \| Dylan van Baarle \| Ineos Grenadiers \| + 11s \| \| \| 7. \| Andrea Bagioli \| Deceuninck-Quick Step \| + 12s \| \| \| 8. \| Lawson Craddock \| EF Education-Nippo \| + 13s \| \| \| 9. \| Michael Matthews \| BikeExchange \| + 14s \| \| \| 10. \| Aleksandr Vlasov \| Astana-Premier Tech \| + 14s \| \| |                  |                       |       |
| |                  |                       |       |
| Fonte: ProCyclingStats |                  |                       |       |
| Classificação geral |                  |                       |       |
| Ciclista | Ciclista         | Equipe                | Tempo |
| 1. | Primož Roglič    | Jumbo-Visma           | 8m32s |
| 2. | Alex Aranburu    | Astana-Premier Tech   | + 6s  |
| 3. | Jan Tratnik      | Bahrain Victorious    | + 8s  |
| 4. | Tom Scully       | EF Education-Nippo    | + 10s |
| 5. | Josef Černý      | Deceuninck-Quick Step | + 10s |
| 6. | Dylan van Baarle | Ineos Grenadiers      | + 11s |
| 7. | Andrea Bagioli   | Deceuninck-Quick Step | + 12s |
| 8. | Lawson Craddock  | EF Education-Nippo    | + 13s |
| 9. | Michael Matthews | BikeExchange          | + 14s |
| 10. | Aleksandr Vlasov | Astana-Premier Tech   | + 14s |

### Classificação por pontos
| Classificação por pontos | Classificação por pontos | Classificação por pontos | Classificação por pontos | Classificação por pontos |
| Ciclista                 | Ciclista                 | Equipe                   | Pontos                   |                          |
| ------------------------ | ------------------------ | ------------------------ | ------------------------ | ------------------------ |
| 1.                       | Primož Roglič            | Jumbo-Visma              | 20 pts                   |                          |
| 2.                       | Alex Aranburu            | Astana-Premier Tech      | 17 pts                   |                          |
| 3.                       | Jan Tratnik              | Bahrain Victorious       | 15 pts                   |                          |
| 4.                       | Tom Scully               | EF Education-Nippo       | 13 pts                   |                          |
| 5.                       | Josef Černý              | Deceuninck-Quick Step    | 11 pts                   |                          |
| 6.                       | Dylan van Baarle         | Ineos Grenadiers         | 10 pts                   |                          |
| 7.                       | Andrea Bagioli           | Deceuninck-Quick Step    | 9 pts                    |                          |
| 8.                       | Lawson Craddock          | EF Education-Nippo       | 8 pts                    |                          |
| 9.                       | Michael Matthews         | BikeExchange             | 7 pts                    |                          |
| 10.                      | Aleksandr Vlasov         | Astana-Premier Tech      | 6 pts                    |                          |

### Classificação da montanha
| Classificação da montanha | Classificação da montanha | Classificação da montanha | Classificação da montanha | Classificação da montanha |
| Ciclista                  | Ciclista                  | Equipe                    | Pontos                    |                           |
| ------------------------- | ------------------------- | ------------------------- | ------------------------- | ------------------------- |
| 1.                        | Sepp Kuss                 | Jumbo-Visma               | 3 pts                     |                           |
| 2.                        | Sep Vanmarcke             | Israel Start-Up Nation    | 2 pts                     |                           |
| 3.                        | Rui Oliveira              | UAE Team Emirates         | 1 pt                      |                           |

### Classificação dos jovens
| Classificação dos jovens | Classificação dos jovens | Classificação dos jovens | Classificação dos jovens | Classificação dos jovens |
| Ciclista                 | Ciclista                 | Equipe                   | Tempo                    |                          |
| ------------------------ | ------------------------ | ------------------------ | ------------------------ | ------------------------ |
| 1.                       | Andrea Bagioli           | Deceuninck-Quick Step    | 8m44s                    |                          |
| 2.                       | Aleksandr Vlasov         | Astana-Premier Tech      | + 2s                     |                          |
| 3.                       | Clément Champoussin      | AG2R Citroën Team        | + 8s                     |                          |
| 4.                       | Pavel Sivakov            | Ineos Grenadiers         | + 10s                    |                          |
| 5.                       | Gino Mäder               | Bahrain Victorious       | + 11s                    |                          |
| 6.                       | Florian Vermeersch       | Lotto-Soudal             | + 13s                    |                          |
| 7.                       | Simon Carr               | EF Education-Nippo       | + 13s                    |                          |
| 8.                       | Kevin Geniets            | Groupama-FDJ             | + 14s                    |                          |
| 9.                       | Egan Bernal              | Ineos Grenadiers         | + 15s                    |                          |
| 10.                      | Mauri Vansevenant        | Deceuninck-Quick Step    | + 16s                    |                          |

### Classificação por equipas
| Classificação por equipes | Classificação por equipes | Classificação por equipes | Classificação por equipes |
| Equipe                    | Equipe                    | Tempo                     |                           |
| ------------------------- | ------------------------- | ------------------------- | ------------------------- |
| 1.                        | Jumbo-Visma               | 26m13s                    |                           |
| 2.                        | Astana-Premier Tech       | + 6s                      |                           |
| 3.                        | Deceuninck-Quick Step     | + 10s                     |                           |
| 4.                        | EF Education-Nippo        | + 11s                     |                           |
| 5.                        | Bahrain Victorious        | + 13s                     |                           |
| 6.                        | Ineos Grenadiers          | + 16s                     |                           |
| 7.                        | Team DSM                  | + 20s                     |                           |
| 8.                        | UAE Team Emirates         | + 22s                     |                           |
| 9.                        | Movistar Team             | + 26s                     |                           |
| 10.                       | Bora-Hansgrohe            | + 41s                     |                           |

## Abandonos
Nenhum.